# Queen Mary
 For alternative betydninger, se Queen Mary (flertydig). (Se også artikler, som begynder med Queen Mary)
Mary Thomas, bedre kendt som Queen Mary (født i Antigua, ukendt fødselsdato, død 1905) var en af oprørslederne under Den store ildebrand i Frederiksted i Dansk Vestindien i 1878.
Thomas blev født i Antigua og kom i 1860'erne til St. Croix for at søge arbejde.

## Den store ildebrand i Frederiksted
1. Oktober 1878 mødte St. Croix' plantagearbejdere som normalt op i de to største byer Frederiksted og Christiansted, til den årlige skiftedag. Slaveriet var afskaffet 30 år tidligere, men den frigivne befolkning var omfattet af et ny arbejdsreglement, som skulle hjælpe plantageejerne med tabet af ejendom. Derfor blev der indført en skiftedag, hvor arbejderne blev tvunget til at binde sig til en plantage i et år af gangen, fra 1. oktober til 1. oktober. Lønnen var lav og i årene op til oprøret var børnedødeligheden stor. Demonstrationerne, der i begyndelsen foregik med fredelige midler, udviklede sig efterhånden til at huse, sukkermarker og pakhuse på 50 plantager blev hærget og brændt ned. Over halvdelen af Frederiksted gik også op i flammer.
Oprøret blev ledet af fire kvinder, hvoraf Queen Mary var den ene. Tilnavnet queen var en hæderbetegnelse for magtfulde kvinder i plantager, som stod for afholdelse af fester, bryllupper og ritualer.

## Til kvindefængslet på Christianshavn
Myndighederne på Saint Croix slog hårdt ned på opstanden, som endte med at koste omkring 100 arbejdere livet. Tolv af oprørerne fik dødsstraf, mange blev idømt straffearbejde, mens Queen Mary og tre andre "queens" blev sendt til kvindefængslet på Christianshavn i Danmark. Queen Mary havde været blandt dem, der brød ind i husene og ødelagde ting, og på plantagen Punch havde hun råbt, at de der ville slukke ilden skulle halshugges. Hun modtog en livstidsdom for "Delagtighed i Plyndring og Ildspaasættelse under Opstanden paa St. Croix i 1878". Da hun ankom til kvindefængslet i 1882 medbragte hun kun en ring og et par øreringe.
Mary Thomas var på det tidspunkt omkring 40 år gammel, hun havde tre børn og var ugift. Hun havde tidligere været straffet for at have mishandlet et af sine børn, en anklage, der er ofte ramte kvinder, som ikke adlød ordrer. I 1887 blev hun, sammen med de andre kvinder, sendt tilbage til Christiansted, hvor de afsonede resten af deres livstidsdomme. Queen Mary døde i 1905.

## Arven fra Queen Mary
Selv om datidens største arbejderopstand på dansk jord ikke er særligt kendt i Danmark, bliver Queen Mary og de andre kvinder på Jomfruøerne, hædret som de kvinder, der turde tage kampen op mod den undertrykkende overmagt. Queen Mary er blevet en rollemodel for befolkningen, historien overleveres primært mundtligt, gennem sang og historier, da ingen af de fire ilddronninger skrev deres egen historie ned. Den tidligere Kongevejen på St. Croix blev i 1972 omdøbt til Queen Mary Highway  som en hyldest til Mary Thomas. The Fireburn  bliver årligt markeret med en march, teaterforestillinger og taler i Frederiksted.
Den 31. marts 2018 blev en skulptur med titlen I Am Queen Mary afsløret. Skulpturen er udført af kunstnerne La Vaughn Belle og Jeanette Ehlers og opstillet foran Vestindisk Pakhus i København, som det første rigtige minde om kolonitiden på Jomfruøerne. Det var her varer fra Vestindien ankom til København. Skulpturen, der i første omgang var skabt i sortmalet polystyren og kun midlertidigt opstillet, blev i en storm i december 2020 skadet og mistede hovedet. Efterfølgende, i marts 2021, blev det offentliggjort af kunstnerne bag, at værket havde fået tilladelse af staten til permanent opstilling, og i den forbindelse blev en indsamling startet for at samle penge ind til opførelsen af to ens skulpturer; én på pladsen i København, og én på Saint Croix.